# Biblioteca de Arte e Arqueologia (Genebra)
A Biblioteca de Arte e Arqueologia de Genebra, Suíça é formada por uma biblioteca consagrada à arte e à arqueologia assim como de uma mediateca que reúne imagens, documentos gráficos e audiovisuais. É considerada como uma das mais importantes biblioteca de Arte da Suíça.
A Biblioteca de Arte e Arqueologia faz parte do grupo do  Museu de Arte e História de Genebra